# Ваксхо (Северна Каролина)
Ваксхо (енгл. Waxhaw) град је у америчкој савезној држави Северна Каролина.

## Демографија
По попису из 2010. године број становника је 9.859, што је 7.234 (275,6%) становника више него 2000. године.
| Група             | 2000.         | 2010.         |
| Белци             | 2.101 (80,0%) | 7.701 (78,1%) |
| Афроамериканци    | 447 (17,0%)   | 1.106 (11,2%) |
| Азијати           | 7 (0,3%)      | 201 (2,0%)    |
| Хиспаноамериканци | 45 (1,7%)     | 628 (6,4%)    |
| Укупно            | 2.625         | 9.859         |